# Фрейри, Патрисиу
Патри́сиу Фре́йри (порт.-браз. Patrício Freire; 7 июля 1987, Натал) — бразильский боец смешанных боевых искусств. Выступает на профессиональном уровне начиная с 2004 года, известен по участию в турнирах бойцовской организации Bellator MMA. Трёхкратный чемпион Bellator в полулегком весе и бывший чемпион Bellator в легком весе. Бывший чемпион Bellator в полулегком весе. Он младший брат бойца легкого веса Патрики Питбуля. Он был вторым чемпионом Bellator в двух весовых категориях одновременно и широко считается лучшим бойцом Bellator всех времен. Занимает 11 строчку официального рейтинга UFC в полулёгком весе.

## Биография
Патрисиу Фрейри родился 7 июля 1987 года в городе Натал штата Риу-Гранди-ду-Норти. Серьёзно заниматься бразильским джиу-джитсу начал в возрасте десяти лет. Проходил подготовку в знаменитой академии Chute Boxe вместе с такими известными бойцами как Вандерлей Силва и Маурисиу Руа.
Дебютировал в смешанных единоборствах на профессиональном уровне уже в возрасте шестнадцати лет в марте 2004 года, для победы над первым соперником ему хватило одного раунда — на второй оппонент уже выходить отказался. Дрался в различных местных бразильских промоушенах, преимущественно в своём родном Натале — во всех случаях неизменно выходил из поединков победителем, продемонстрировав хорошую ударную и борцовскую технику, хотя уровень его оппозиции на данном этапе был не очень высок.
Имея в послужном списке 12 побед и ни одного поражения, в 2010 году Фрейри вошёл в число наиболее перспективных проспектов за пределами Северной Америки и привлёк к себе внимание крупной американской бойцовской организации Bellator MMA, с которой подписал долгосрочное соглашение. Он сразу же принял участие во втором сезоне гран-при полулёгкого веса, благополучно победил своих соперников на стадиях четвертьфиналов и полуфиналов, после чего в решающем поединке встретился с Джо Уорреном — имел хорошую возможность завершить бой досрочно в первом раунде, но в итоге противостояние финалистов всё же продлилось всё отведённое время, и судьи крайне спорным раздельным решением отдали победу Уоррену — таким образом, американец нанёс Фрейри первое поражение в его профессиональной карьере.
Позже бразильский боец попал в число участников четвёртого сезона гран-при, вновь дошёл до финала и на сей раз выиграл решающий бой. Единогласным решением судей взял верх над Дэниелом Страусом. Выиграв гран-при, удостоился права оспорить титул чемпиона организации, планировался матч-реванш между Фрейри и Уорреном, в котором должен был определиться новый чемпион Bellator в полулёгком весе, однако во время тренировки бразилец сломал руку и вынужден был отказаться от этого поединка.
Около полутора лет Патрисиу Фрейри не выходил драться в клетку, в январе 2011 года, восстановившись от травмы, он вернулся к боям и встретился с Пэтом Карреном, который ранее успел отобрать чемпионский пояс у Джо Уоррена. Противостояние между ними продлилось все пять раундов, ни один из бойцов не имел явного преимущества, при этом Каррен выиграл очень близким раздельным решением.
Несмотря на второе поражение, Фрейри продолжил активно драться в Bellator, выиграл в рейтиноговом бою у Джареда Даунинга и принял участие в девятом сезоне гран-при полулегковесов. Он во второй раз выиграл гран-при, пройдя таких сильных бойцов как Диегу Нунис, Фабрисиу Геррейру, Джастин Уилкокс. В сентябре 2014 года Фрейри вновь встретился с Пэтом Карреном и на сей раз выглядел явно лучше, победив единогласным судейским решением и став новым чемпионом промоушена.
Полученный чемпионский пояс бразильский боец сумел защитить дважды, сначала с помощью удушающего приёма сзади заставил сдаться Дэниела Страуса, затем нокаутировал немецкого претендента Даниэля Вайхеля, победителя десятого сезона гран-при полулёгкого веса. Лишился чемпионского титула в ноябре 2015 года, в третий раз встретившись со Страусом и проиграв ему единогласным решением судей.
В 2016 году победил «гильотиной» Хенри Корралеса и попробовал себя в лёгкой весовой категории, где проиграл техническим нокаутом Бенсону Хендерсону, бывшему чемпиону UFC.
В апреле 2017 года вновь вышел в клетку против Дэниела Страуса и победил его сдачей во втором раунде, вернув себе чемпионский пояс в полулёгком весе.
В мае 2019 года в рамках лёгкой весовой категории нокаутировал действующего чемпиона Bellator в лёгком весе Майкла Чендлера и таким образом стал обладателем двух чемпионских поясов организации.

## Статистика в профессиональном ММА
| Боёв 45  | Побед 37 | Поражений 8 |
| -------- | -------- | ----------- |
| Нокаутом | 12       | 2           |
| Сдачей   | 12       | 1           |
| Решением | 13       | 5           |

| Результат | Рекорд | Соперник            | Способ                        | Турнир                      | Дата             | Раунд | Время | Место                       | Примечание                                                                                            |
| --------- | ------ | ------------------- | ----------------------------- | --------------------------- | ---------------- | ----- | ----- | --------------------------- | --- |
| Победа    | 37-8   | Дэн Иге             | Единогласное решение          | UFC 318                     | 19 июля 2025     | 3     | 5:00  | Новый Орлеан, Луизиана, США | |
| Поражение | 36-8   | Яир Родригес        | Единогласное решение          | UFC 314                     | 12 апреля 2025   | 3     | 5:00  | Майами, Флорида, США        | Дебют в UFC в полулёгком весе                                                                         |
| Победа    | 36–7   | Джереми Кеннеди     | TKO (удары)                   | Bellator Champions Series 1 | 22 марта 2024    | 3     | 4:07  | Белфаст, Северная Ирландия  | Защитил (2) титул чемпиона Bellator в полулегком весе                                                 |
| Поражение | 35–7   | Тихиро Сузуки       | KO (удар)                     | Super Rizin 2               | 30 июля 2023     | 1     | 2:32  | Сайтама, Япония             | Бой в промежуточном весе                                                                              |
| Поражение | 35–6   | Серхио Петтис       | Единогласное решение          | Bellator 297                | 16 июня 2023     | 5     | 5:00  | Чикаго, Иллинойс, США       | Дебют в легчайшем весе. Бой за титул Bellator в легчайшем весе                                        |
| Победа    | 35-5   | Клебер Койк Эрбст   | Единогласное решение          | Rizin 40: RizinvsBellator   | 31 декабря 2022  | 3     | 5:00  | Сайтама, Япония             | |
| Победа    | 34-5   | Адам Борикс         | Единогласное решение          | Bellator 286                | 1 октября 2022   | 5     | 5:00  | Лонг-Бич, Калифорния, США   | Защитил (1) титул чемпиона Bellator в полулёгком весе.                                                |
| Победа    | 33-5   | Эй Джей Макки       | Единогласное решение          | Bellator 277                | 15 апреля 2022   | 5     | 5:00  | Сан-Хосе, Калифорния,США    | Завоевал титул чемпиона Bellator в полулёгком весе.                                                   |
| Поражение | 32-5   | Эй Джей Макки       | Удушающий приём (гильотина)   | Bellator 263                | 31 июля 2021     | 1     | 1:57  | Инглвуд (Калифорния), США   | Финал гран-при Bellator в полулёгком весе. Утратил титул чемпиона Bellator в полулёгком весе.         |
| Победа    | 32-4   | Эммануэль Санчес    | Удушающий приём (гильотина)   | Bellator 255                | 2 апреля 2021    | 1     | 3:35  | Анкасвилл, США              | Полуфинал гран-при Bellator в полулёгком весе. Защитил титул чемпиона Bellator в полулёгком весе.     |
| Победа    | 31-4   | Педру Карвалью      | KO (удары руками)             | Bellator 252                | 12 ноября 2020   | 1     | 2:10  | Анкасвилл, США              | Четвертьфинал гран-при Bellator в полулёгком весе. Защитил титул чемпиона Bellator в полулёгком весе. |
| Победа    | 30-4   | Хуан Арчулета       | Единогласное решение          | Bellator 228                | 28 сентября 2019 | 5     | 5:00  | Инглвуд, США                | Защитил титул чемпиона Bellator в полулёгком весе.                                                    |
| Победа    | 29-4   | Майкл Чендлер       | TKO (удары руками)            | Bellator 221                | 11 мая 2019      | 1     | 1:01  | Чикаго, США                 | Завоевал титул чемпиона Bellator в лёгком весе.                                                       |
| Победа    | 28-4   | Эммануэль Санчес    | Единогласное решение          | Bellator 209                | 15 ноября 2018   | 5     | 5:00  | Тель-Авив, Израиль          | Защитил титул чемпиона Bellator в полулёгком весе.                                                    |
| Победа    | 27-4   | Даниэль Вайхель     | Раздельное решение            | Bellator 203                | 14 июля 2018     | 5     | 5:00  | Рим, Италия                 | Защитил титул чемпиона Bellator в полулёгком весе.                                                    |
| Победа    | 26-4   | Дэниел Страус       | Сдача (гильотина)             | Bellator 178                | 21 апреля 2017   | 2     | 0:37  | Анкасвилл, США              | Завоевал титул чемпиона Bellator в полулёгком весе.                                                   |
| Поражение | 25-4   | Бенсон Хендерсон    | TKO (травма ноги)             | Bellator 160                | 26 августа 2016  | 2     | 2:26  | Анахайм, США                | Бой в лёгком весе.                                                                                    |
| Победа    | 25-3   | Хенри Корралес      | Сдача (гильотина)             | Bellator 153                | 22 апреля 2016   | 2     | 4:09  | Сент-Луис, США              | |
| Поражение | 24-3   | Дэниел Страус       | Единогласное решение          | Bellator 145                | 6 ноября 2015    | 5     | 5:00  | Сент-Луис, США              | Лишился титула чемпиона Bellator в полулёгком весе.                                                   |
| Победа    | 24-2   | Даниэль Вайхель     | KO (удар рукой)               | Bellator 138                | 19 июня 2015     | 2     | 0:32  | Сент-Луис, США              | Защитил титул чемпиона Bellator в полулёгком весе.                                                    |
| Победа    | 23-2   | Дэниел Страус       | Сдача (удушение сзади)        | Bellator 132                | 16 января 2015   | 4     | 4:49  | Темекьюла, США              | Защитил титул чемпиона Bellator в полулёгком весе.                                                    |
| Победа    | 22-2   | Пэт Каррен          | Единогласное решение          | Bellator 123                | 5 сентября 2014  | 5     | 5:00  | Анкасвилл, США              | Завоевал титул чемпиона Bellator в полулёгком весе.                                                   |
| Победа    | 21-2   | Джастин Уилкокс     | TKO (удары руками)            | Bellator 108                | 15 ноября 2013   | 1     | 2:23  | Атлантик-Сити, США          | Финал 9 сезона гран-при Bellator полулёгкого веса.                                                    |
| Победа    | 20-2   | Фабрисиу Геррейру   | Единогласное решение          | Bellator 103                | 11 октября 2013  | 3     | 5:00  | Малвейн, США                | Полуфинал 9 сезона гран-при Bellator полулёгкого веса.                                                |
| Победа    | 19-2   | Диегу Нунис         | KO (удары руками)             | Bellator 99                 | 13 сентября 2013 | 1     | 1:19  | Темекьюла, США              | Четвертьфинал 9 сезона гран-при Bellator полулёгкого веса.                                            |
| Победа    | 18-2   | Джаред Даунинг      | TKO (удары руками)            | Bellator 97                 | 31 июля 2013     | 2     | 0:54  | Рио-Ранчо, США              | |
| Поражение | 17-2   | Пэт Каррен          | Раздельное решение            | Bellator 85                 | 13 января 2013   | 5     | 5:00  | Ирвайн, США                 | Бой за титул чемпиона Bellator в полулёгком весе.                                                     |
| Победа    | 17-1   | Дэниел Страус       | Единогласное решение          | Bellator 45                 | 21 мая 2011      | 3     | 5:00  | Лейк-Чарльз, США            | Финал 4 сезона гран-при Bellator полулёгкого веса.                                                    |
| Победа    | 16-1   | Вилсон Рейс         | KO (удары руками)             | Bellator 41                 | 16 апреля 2011   | 3     | 3:29  | Юма, США                    | Полуфинал 4 сезона гран-при Bellator полулёгкого веса.                                                |
| Победа    | 15-1   | Георгий Караханян   | TKO (удары руками)            | Bellator 37                 | 19 марта 2011    | 3     | 0:56  | Кончо, США                  | Четвертьфинал 4 сезона гран-при Bellator полулёгкого веса.                                            |
| Поражение | 14-1   | Джо Уоррен          | Раздельное решение            | Bellator 23                 | 24 июня 2010     | 3     | 5:00  | Луисвилл, США               | Финал 2 сезона гран-при Bellator полулёгкого веса.                                                    |
| Победа    | 14-0   | Вилсон Рейс         | Единогласное решение          | Bellator 18                 | 13 мая 2010      | 3     | 5:00  | Монро, США                  | Полуфинал 2 сезона гран-при Bellator полулёгкого веса.                                                |
| Победа    | 13-0   | Уильям Ромеро       | Сдача (скручивание пятки)     | Bellator 15                 | 22 апреля 2010   | 1     | 2:01  | Анкасвилл, США              | Четвертьфинал 2 сезона гран-при Bellator полулёгкого веса.                                            |
| Победа    | 12-0   | Джонни Ивасаки      | Сдача (гильотина)             | Platinum Fight Brazil 2     | 5 декабря 2009   | 2     | 3:27  | Рио-де-Жанейро, Бразилия    | |
| Победа    | 11-0   | Винисиус Борба      | TKO (удары)                   | Eagle Fighting Championship | 26 сентября 2009 | 1     | 1:24  | Сан-Паулу, Бразилия         | |
| Победа    | 10-0   | Жовани Динис        | Сдача (кимура)                | Platinum Fight Brazil       | 13 августа 2009  | 1     | 2:20  | Натал, Бразилия             | |
| Победа    | 9-0    | Глеристони Сантус   | KO (летучее колено)           | Brazil Nordeste Combat      | 2 апреля 2009    | 1     | 2:16  | Натал, Бразилия             | |
| Победа    | 8-0    | Фернанду Виейра     | Единогласное решение          | Leal Combat: Premium        | 5 июня 2008      | 3     | 5:00  | Натал, Бразилия             | |
| Победа    | 7-0    | Паулу Мантас        | Сдача (скручивание пятки)     | Rino’s FC 4                 | 27 сентября 2007 | 1     | 2:21  | Форталеза, Бразилия         | |
| Победа    | 6-0    | Жадисон Коста       | Сдача (удушение сзади)        | Leal Combat: Grand Prix     | 5 июля 2007      | 1     | 4:34  | Натал, Бразилия             | |
| Победа    | 5-0    | Рафаэл Гаргула      | Сдача (рычаг локтя)           | Tridenium Combat            | 6 апреля 2006    | 2     | 3:05  | Форталеза, Бразилия         | |
| Победа    | 4-0    | Жуан Паулу Родригес | Submission (guillotine choke) | Fight Ship Looking Boy 1    | 8 сентября 2005  | 2     | N/A   | Натал, Бразилия             | |
| Победа    | 3-0    | Таркисиу Жардим     | KO (удары руками)             | Octagon Fight               | 24 февраля 2005  | 2     | N/A   | Натал, Бразилия             | |
| Победа    | 2-0    | Марлон Силва        | Единогласное решение          | Brazilian Challenger 2      | 21 октября 2004  | 3     | 5:00  | Натал, Бразилия             | |
| Победа    | 1-0    | Дида Дида           | TKO (остановлен секундантом)  | Desafio: Natal vs. Nordeste | 9 марта 2004     | 1     | 5:00  | Натал, Бразилия             | |